# Hydra-Centaurus Supercluster
De Hydra-Centaurus supercluster (SCl 128) is de dichtstbijzijnde supercluster, na de Virgosupercluster, en staat op ongeveer 176.000.000 lichtjaar van de Melkweg. De supercluster bestaat uit minstens zes clusters, waaronder de Hydracluster en de Centauruscluster.